# Госейнабад-е Чаф
Госейнабад-е Чаф (перс. حسين ابادچاف) — село в Ірані, у дегестані Чаф, у Центральному бахші, шагрестані Лянґаруд остану Ґілян. За даними перепису 2006 року, його населення становило 94 особи, що проживали у складі 25 сімей.